# Љубо Баранин
Љубо Баранин (Београд, 25. августа 1986) српски је фудбалер. Познат је по јаком избацивању лопте из аута, те је на тај начин неретко био асистент код голова током своје каријере.

## Трофеји и награде
Радник Сурдулица
- Прва лига Србије: 2014/15.[14]